# 20307 Johnbarnes
20307 Johnbarnes è un asteroide della fascia principale. Scoperto nel 1998, presenta un'orbita caratterizzata da un semiasse maggiore pari a 2,4627575 UA e da un'eccentricità di 0,1060148, inclinata di 4,16983° rispetto all'eclittica.